# David Nessle
Niklas David Nessle, född 5 september 1960 i Stockholm, är en svensk serieskapare, författare och översättare, verksam i Göteborg. Hans serier har bland annat publicerats i serietidningarna Galago och Mega-Pyton. Tillsammans med bland annat Joakim Lindengren producerade han under åren 1999–2010 det mesta materialet till tidningen Kapten Stofil.
Den 5 mars 2016 avslöjade han sig som innehavaren av twitterkontot @muralgranskaren.

## Biografi
David Nessle är son till konstnären och ämnesläraren Olle Nessle och konsthantverkaren Lena Nessle samt bror till författaren Frans Daniel Nessle.
Han föddes i Stockholm, växte upp i bland annat Sala, men är sedan många år bosatt i Göteborg.
Han var värd för Sommar i P1 den 16 juni 1994.

### Samarbeten
Tillsammans med Joakim Lindengren gjorde han tidningen Kapten Stofil. Tidningen, som vid starten 1999 gavs ut av Jemi förlag och åren 2000–2010 drevs i egen regi via förlaget Skadeglatt Leende, var baserat kring titelserien, en gemensam skapelse av Nessle och Lindengren som föddes 1996 i Galago nummer 44. Tillsammans med Joakim Lindengren hade Nessle redan två år tidigare synts med det burleska seriealbumet John Holmes & Sherlock Watson.

### Egna serier
Förutom sina gästbidrag till superhjälteparodin Kapten Stofil, publicerade tidningen även Nessles egen serie Den Maskerade Proggaren – också den en humorserie som drev med traditionella hjältar. Fast där Kapten Stofil förespråkar 40- och 50-talens värderingar, framhåller Proggaren 68-vänsterns ideal, ett fenomen som serien är både en satir på och en hyllning till. 
Huvudfiguren Jarl Sandberg är en yuppie som arbetar på en hipp reklambyrå i Stockholm. Han har dock en hemlig identitetet – Den Maskerade Proggaren. Denne är av helt annat virke, i det att han försvarar världsrevolutionen "laddad med kraften från en fjärdedel av produktivkraften från alla världens kolchoser". Lämpligt nog har han röda trikåer och hammaren och skäran på bröstet. Alla superhjältar har sina skapelseberättelser, och denne marxistiske hjälte fick sina krafter våren 1968, sedan han i London råkat stöta på Karl Marx gravsten efter en vild fest.
Serien är, i likhet med de flesta andra skapelser av Nessle och Lindengren, full av kulturella referenser, och huvudfiguren löser ofta sina fall med hjälp av inhopp av historiska gestalter och fenomen. Serien har även publicerats i två samlingsalbum (2010 och 2013).
Några av Nessles övriga seriefigurer genom åren är Benny Faktor, Dronten Dodo, Sigge & Pilsner, Pungdjävulen O'Flanagan och Venus från Willendorf. Serier med de här figurerna har samlats i albumen Döden steker en flamingo (1991) och Gasen i botten, Hieronymus Bosch (1999).

### Böcker och blogg
2004 debuterade Nessle som romanförfattare med detektivromanen – "retrodeckaren" – Döda fallet. Då hade han redan en barnbok bakom sig, Trollet som ville ha en egen TV-station från 1994. Senare har Nessle även författat humorböcker, och 2011 kom Nödvändiga dassboken: en akut nödvändig bok. 2021 utkom han med Herr Nymans detektivbragd, den första boken i en serie historiska deckare, vilka utspelar sig under början av 1900-talet.
David Nessle har också sedan 1980-talet varit verksam som översättare. Sedan 1982 års Neondjungeln (av John D. MacDonald) har han bland annat arbetat med verk av James White, Ben Elton, Stephen Fry, Heather Pringle, David Baldacci, Bill Bryson, Colin Bateman, Michael Connelly, Bret Easton Ellis, James White Nick Stone, James Lee Burke och James Ellroy. Han har även översatt SF-romaner och var länge aktiv inom science fiction-fandom.
Nessle har sedan 2006 en blogg där han bland annat skriver om litteratur, språkliga upptäckter och historiska märkligheter.

### På egen hand
- 1991 –  Döden steker en flamingo. Stockholm: Tago. ISBN 91-86540-36-X
- 1996 –  Trollet som ville ha egen TV-station. Stockholm: Tago. ISBN 91-86540-82-3 (barnbok)
- 1999 –  Gasen i botten Hieronymus Bosch. Stockholm: Ordfront Galago. ISBN 91-89248-11-2
- 2004 –  Döda fallet. Göteborg: Stupidobiblioteket. ISBN 91-631-4106-X (roman)
- 2010 –  Den maskerade proggarens stora röda: samlade serier. Stockholm: Galago. ISBN 978-91-7037-524-8
- 2011 – Nessle, David; Harris Martin, Andreasson Johan, Johan Wanloo. Nödvändiga dassboken: en akut nödvändig bok (1. uppl.). Stockholm: Bonnier Carlsen. ISBN 978-91-638-6895-5 (humor)
- 2013 –  Den maskerade proggarens oändliga jamsession. Stockholm: Ordfront Galago. ISBN 9789170376979
- 2018 –  Muralgranskaren. Kartago förlag. 2018-03-12. ISBN 9789175152677
- 2018 –  Muralpanik. Kartago förlag. 2019-09-12. ISBN 9789175153421
- 2018 –  Renässanslöst. Kartago förlag. 2021-03-25. ISBN 9789175153681
- 2021 –  Herr Nymans detektivbragd. Kartago förlag. 2021-10-21. ISBN 9789175153926 (roman)
- 2022 –  Herr Nyman och kröningsstenen. Kartago förlag. 2022-09-19. ISBN 9789175154138 (roman)
- 2023 –  Döden i finnskogarna. Kartago förlag. 2023. ISBN 9789175154428 (roman)

### Tillsammans med Joakim Lindengren (m.fl.)
- 1994 – Nessle, David; Lindengren, Joakim. John Holmes och Sherlock Watson. Stockholm: Tago. ISBN 91-86540-62-9
- 2011 – Lindengren, Joakim; Nessle David, Andersson John, Pirinen Joakim, Kristenson Martin, Ahlgren Daniel, Wanloo Johan, Forsman Camilla, Källblad Mats, Lodenius Anna-Lena, Krizan Nicolas. Kapten Stofil: Jultidning. Kapten Stofil. Optimal Press. ISBN 9789185951314
- 2012 – Lindengren, Joakim; Nessle David, Pirinen Joakim, Ahlgren Daniel, Andersson John, Forsman Camilla, Kristenson Martin, Krizan Nicolas, af Trampe Fredrik. Kapten Stofils årsbok. Kapten Stofil. Optimal Press. ISBN 9789185951499

### På norska (bokmål)
- 2011 – Nessle, David; Harris Martin, Jørgensen Morten (på norska). Den nødvendige dassboka: en akutt nødvendig bok (1. utg., 1. oppl.). Oslo: Cappelen Damm. ISBN 978-82-02-36109-9 (humor)

## Priser och utmärkelser
- 1981 – Alvar Appeltoffts Minnespris
- 1992 – Galagos Fula Hund
- 2005 – Adamsonstatyetten[13]